# Foussais-Payré
Foussais-Payré est une commune française située dans le département de la Vendée, en région Pays de la Loire.
Ses habitants sont appelés les Foussaisiennes et Foussaisiens,.

## Géographie

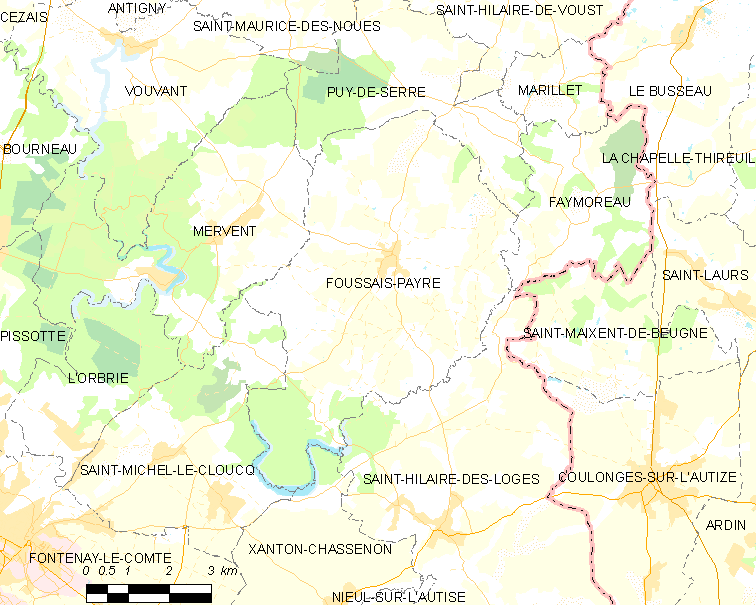
Carte de la commune.

La commune de Foussais-Payré est située à 12 km au nord de Fontenay-le-Comte, à l'est de la forêt de Mervent-Vouvant. Les paysages rencontrés sont ceux du Bas-Bocage vendéen.
La rivière Vendée longe le territoire sud de la commune.
Le territoire municipal de Foussais-Payré s'étend sur 3 458 hectares. L'altitude moyenne de la commune est de 86 mètres, avec des niveaux fluctuant entre 38 et 117 mètres,.
|                        | Puy-de-Serre     | Faymoreau               |
| Mervent                | Foussais-Payré   |                         |
| Saint-Michel-le-Cloucq | Xanton-Chassenon | Saint-Hilaire-des-Loges |

### Climat
Pour des articles plus généraux, voir Climat des Pays de la Loire et Climat de la Vendée.
En 2010, le climat de la commune est de type climat océanique altéré, selon une étude du CNRS s'appuyant sur une série de données couvrant la période 1971-2000. En 2020, Météo-France publie une typologie des climats de la France métropolitaine dans laquelle la commune est exposée à un climat océanique et est dans la région climatique  Poitou-Charentes, caractérisée par un bon ensoleillement, particulièrement en été et des vents modérés.
Pour la période 1971-2000, la température annuelle moyenne est de 11,9 °C, avec une amplitude thermique annuelle de 14,4 °C. Le cumul annuel moyen de précipitations est de 877 mm, avec 12,8 jours de précipitations en janvier et 6,9 jours en juillet. Pour la période 1991-2020, la température moyenne annuelle observée sur la station météorologique de Météo-France la plus proche, sur la commune de Scillé à 12 km à vol d'oiseau, est de 12,1 °C et le cumul annuel moyen de précipitations est de 954,6 mm,. Pour l'avenir, les paramètres climatiques de la commune estimés pour 2050 selon différents scénarios d'émission de gaz à effet de serre sont consultables sur un site dédié publié par Météo-France en novembre 2022.

## Urbanisme

### Typologie
Au 1er janvier 2024, Foussais-Payré est catégorisée commune rurale à habitat dispersé, selon la nouvelle grille communale de densité à sept niveaux définie par l'Insee en 2022.
Elle est située hors unité urbaine. Par ailleurs la commune fait partie de l'aire d'attraction de Fontenay-le-Comte, dont elle est une commune de la couronne,. Cette aire, qui regroupe 30 communes, est catégorisée dans les aires de moins de 50 000 habitants,.

### Occupation des sols
L'occupation des sols de la commune, telle qu'elle ressort de la base de données européenne d’occupation biophysique des sols Corine Land Cover (CLC), est marquée par l'importance des territoires agricoles (84,8 % en 2018), en diminution par rapport à 1990 (85,9 %). La répartition détaillée en 2018 est la suivante : 
terres arables (38,9 %), zones agricoles hétérogènes (34 %), forêts (11,6 %), prairies (10,2 %), zones urbanisées (2,2 %), cultures permanentes (1,7 %), eaux continentales (1,4 %). L'évolution de l’occupation des sols de la commune et de ses infrastructures peut être observée sur les différentes représentations cartographiques du territoire : la carte de Cassini (XVIIIe siècle), la carte d'état-major (1820-1866) et les cartes ou photos aériennes de l'IGN pour la période actuelle (1950 à aujourd'hui).

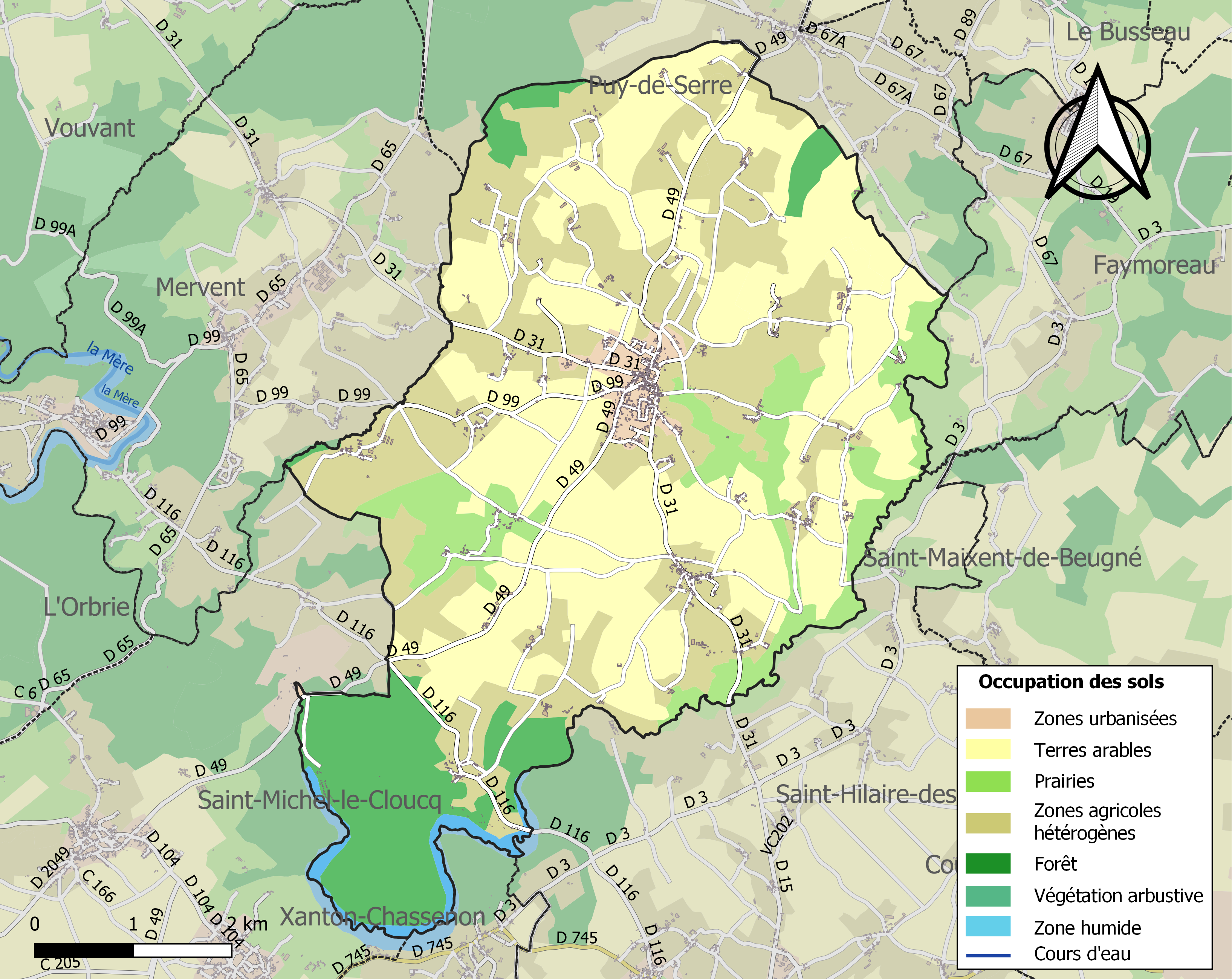
Carte des infrastructures et de l'occupation des sols de la commune en 2018 (CLC).

## Toponymie
L'origine du nom de la commune de Foussais proviendrait du nom gallo-romain Fusciacus (constitué de l'anthroponyme Fusci et du suffixe -acus signifiant « domaine de »).
L'origine du nom de la commune de Payré proviendrait du nom d'un colon gallo-romain Petrus. Cependant, l’étymologie pourrait être liée au mot latin Petracum signifiant « lieu pierreux » en français.

## Histoire
Lors de la période gallo-romaine, le site voit l'implantation de la ville gallo-romaine Fusciacus.
En 990, Guillaume IV d'Aquitaine donne la Court et l'église de Foussais à l'abbaye de Bourgueil.
La première mention historique du village de Payré date d'avant 1306.
Durant la Renaissance, le village de Foussais vit des activités de tissage (filatures et tanneries) ainsi que de l'agriculture. Cette période est alors très faste pour la localité dont les habitants exportent les productions en direction de l'Allemagne et de la Hollande.
Le 8 novembre 1968, les deux communes de Foussais et de Payré-sur-Vendée sont réunies en une seule commune, Foussais-Payré, dont le chef-lieu se situe à Foussais,.
Dans les années 1980, une « Opération Village » est lancée dans la commune, permettant ainsi de restaurer les éléments patrimoniaux.
Chef-lieu de canton jusqu'en l'an X (canton de Foussay), la commune de Foussais a ensuite été intégrée dans le canton de Saint-Hilaire-des-Loges, puis à celui de Fontenay-le-Comte.

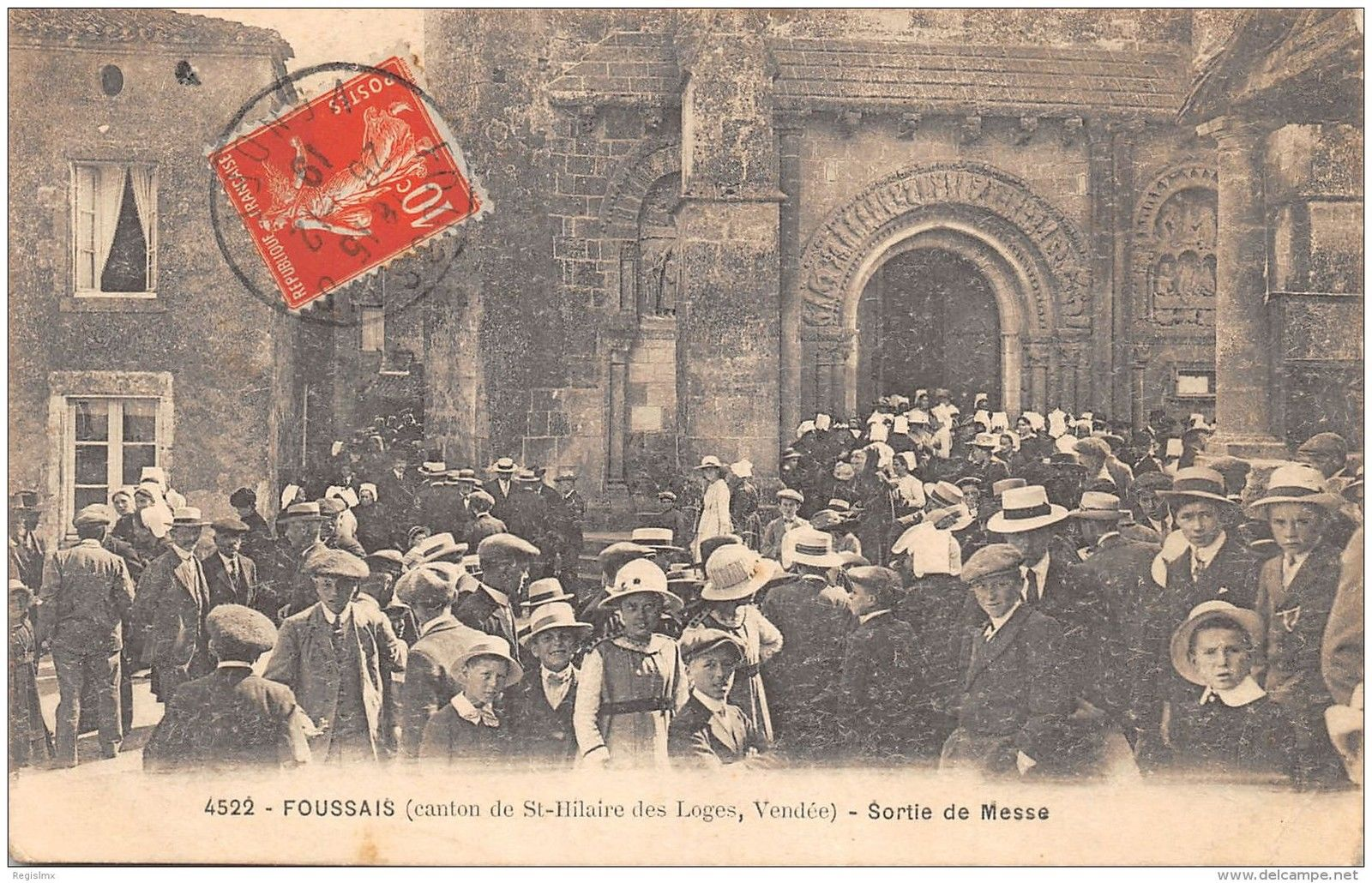
Sortie de messe à Foussais en 1920.

## Héraldique
| Blason | Blasonnement : Parti : au premier, d'azur aux deux clefs d'or passées en sautoir ; au second, d'argent aux deux étoiles de gueules rangées en fasce, soutenues d'un croissant du même. |

## Politique et administration

### Liste des maires
| Période   | Période   | Identité                               | Étiquette       | Qualité                        |
| --------- | --------- | -------------------------------------- | --------------- | ------------------------------ |
| 1968      | mars 1983 | Maurice Coirier                        |                 | Éleveur et marchand de chevaux |
| mars 1983 | mars 2001 | Auguste Moinard                        |                 |                                |
| mars 2001 | mars 2008 | Jean Coirier (fils de Maurice Coirier) | Les Verts - DVG | Retraité                       |
| mars 2008 | mai 2020  | Daniel Aubineau,                       | DVD             | Arboriculteur retraité         |
| mai 2020  | En cours  | Jean-Marie Arnaudeau                   |                 | Retraité                       |

| Période                                  | Période | Identité              | Étiquette   | Qualité                                                                         |
| ---------------------------------------- | ------- | --------------------- | ----------- | ------------------------------------------------------------------------------- |
| Les données manquantes sont à compléter. |         |                       |             |                                                                                 |
| 1831                                     | 1843    | Pierre-Henri Pineau   |             |                                                                                 |
| 1843                                     | 1860    | Pierre Ardouin        |             |                                                                                 |
| 1860                                     | 1870    | Pierre-Auguste Pineau |             |                                                                                 |
| 1870                                     | 1876    | Arthur Pineau         |             |                                                                                 |
| 1876                                     | 1878    | J. Gambier            |             |                                                                                 |
| 1878                                     | 1886    | Arthur Pineau         |             |                                                                                 |
| 1886                                     | 1891    | Antoine Boulay        |             |                                                                                 |
| 1891                                     | 1901    | Arthur Pineau         | Républicain | Docteur en médecine Conseiller général de Saint-Hilaire-des-Loges (1890 → 1910) |
| 1901                                     | 1919    | Octave Durand         |             |                                                                                 |
| 1919                                     | 1935    | Benjamin Bordelais    |             |                                                                                 |
| 1935                                     | 1944    | François Alabert      |             | Négociant en grains                                                             |
| 1944                                     | 1945    | Eugène Debreuil       | Rad.        | Minotier Conseiller général de Saint-Hilaire-des-Loges (1951 → 1970)            |
| 1945                                     | 1948    | André Méchin          |             | Pharmacien ; biologiste                                                         |
| 1948                                     | 1960    | Auguste Guillemet     |             |                                                                                 |
| 1960                                     | 1968    | Maurice Coirier       |             | Éleveur et marchand de chevaux                                                  |

| Période                                  | Période | Identité          | Étiquette | Qualité             |
| ---------------------------------------- | ------- | ----------------- | --------- | ------------------- |
| Les données manquantes sont à compléter. |         |                   |           |                     |
|                                          |         |                   |           |                     |
| 1865                                     | 1870    | Jean Aubineau     |           |                     |
| 1870                                     | 1874    | Jacques Garçonnet |           |                     |
| 1874                                     | 1876    | Jean Aubineau     |           |                     |
| 1876                                     | 1884    | Jacques Garçonnet |           |                     |
| 1884                                     | 1888    | Pierre Baudouin   |           |                     |
| 1888                                     | 1892    | Martial Febvre    |           |                     |
| 1892                                     | 1896    | Jean Renaudet     |           |                     |
| 1896                                     | 1929    | Jacques Boutin    |           |                     |
| 1929                                     | 1943    | Marcel Rambaud    |           |                     |
| 1943                                     | 1943    | Raymond Boutin    |           |                     |
| Les données manquantes sont à compléter. |         |                   |           |                     |
| 1946                                     | 1947    | Hilaire Rambaud   |           |                     |
| 1947                                     | 1953    | Louis Naudon      |           |                     |
| 1953                                     | 1965    | Henri Brianceau   |           |                     |
| 1965                                     | 1968    | Gaston Coirier    |           | Exploitant agricole |

## Population et société

### Démographie

#### Évolution démographique
L'évolution du nombre d'habitants est connue à travers les recensements de la population effectués dans la commune depuis 1793. Pour les communes de moins de 10 000 habitants, une enquête de recensement portant sur toute la population est réalisée tous les cinq ans, les populations de référence des années intermédiaires étant quant à elles estimées par interpolation ou extrapolation. Pour la commune, le premier recensement exhaustif entrant dans le cadre du nouveau dispositif a été réalisé en 2008.

En 2022, la commune comptait 1 176 habitants, en évolution de +5,57 % par rapport à 2016 (Vendée : +5,33 %, France hors Mayotte : +2,11 %).
| 1793  | 1800  | 1806  | 1821  | 1831  | 1836  | 1841  | 1846  | 1851  |
| ----- | ----- | ----- | ----- | ----- | ----- | ----- | ----- | ----- |
| 1 061 | 1 326 | 1 235 | 1 266 | 1 336 | 1 305 | 1 359 | 1 402 | 1 411 |

| 1856  | 1861  | 1866  | 1872  | 1876  | 1881  | 1886  | 1891  | 1896  |
| ----- | ----- | ----- | ----- | ----- | ----- | ----- | ----- | ----- |
| 1 388 | 1 396 | 1 497 | 1 415 | 1 430 | 1 425 | 1 440 | 1 465 | 1 496 |

| 1901  | 1906  | 1911  | 1921  | 1926  | 1931  | 1936  | 1946  | 1954  |
| ----- | ----- | ----- | ----- | ----- | ----- | ----- | ----- | ----- |
| 1 498 | 1 526 | 1 426 | 1 340 | 1 288 | 1 216 | 1 233 | 1 143 | 1 122 |

| 1962  | 1968  | 1975  | 1982  | 1990  | 1999  | 2006  | 2008  | 2013  |
| ----- | ----- | ----- | ----- | ----- | ----- | ----- | ----- | ----- |
| 1 147 | 1 090 | 1 310 | 1 230 | 1 230 | 1 192 | 1 187 | 1 186 | 1 143 |

| 2018  | 2022  | - | - | - | - | - | - | - |
| ----- | ----- | - | - | - | - | - | - | - |
| 1 147 | 1 176 | - | - | - | - | - | - | - |

#### Pyramide des âges
En 2018, le taux de personnes d'un âge inférieur à 30 ans s'élève à 27,7 %, soit en dessous de la moyenne départementale (31,6 %). À l'inverse, le taux de personnes d'âge supérieur à 60 ans est de 35,4 % la même année, alors qu'il est de 31,0 % au niveau départemental.
En 2018, la commune comptait 554 hommes pour 593 femmes, soit un taux de 51,70 % de femmes, légèrement supérieur au taux départemental (51,16 %).
Les pyramides des âges de la commune et du département s'établissent comme suit.
| Hommes | Classe d’âge | Femmes |
| ------ | ------------ | ------ |
| 1,1    | 90 ou +      | 1,2    |
| 11,4   | 75-89 ans    | 13,8   |
| 21,7   | 60-74 ans    | 21,6   |
| 22,0   | 45-59 ans    | 22,9   |
| 14,6   | 30-44 ans    | 14,2   |
| 11,0   | 15-29 ans    | 10,5   |
| 18,2   | 0-14 ans     | 15,9   |

| Hommes | Classe d’âge | Femmes |
| ------ | ------------ | ------ |
| 0,8    | 90 ou +      | 2,2    |
| 8,7    | 75-89 ans    | 11,1   |
| 20,3   | 60-74 ans    | 21,3   |
| 20     | 45-59 ans    | 19,4   |
| 17,5   | 30-44 ans    | 16,8   |
| 15     | 15-29 ans    | 13,2   |
| 17,7   | 0-14 ans     | 16,1   |

## Lieux et monuments

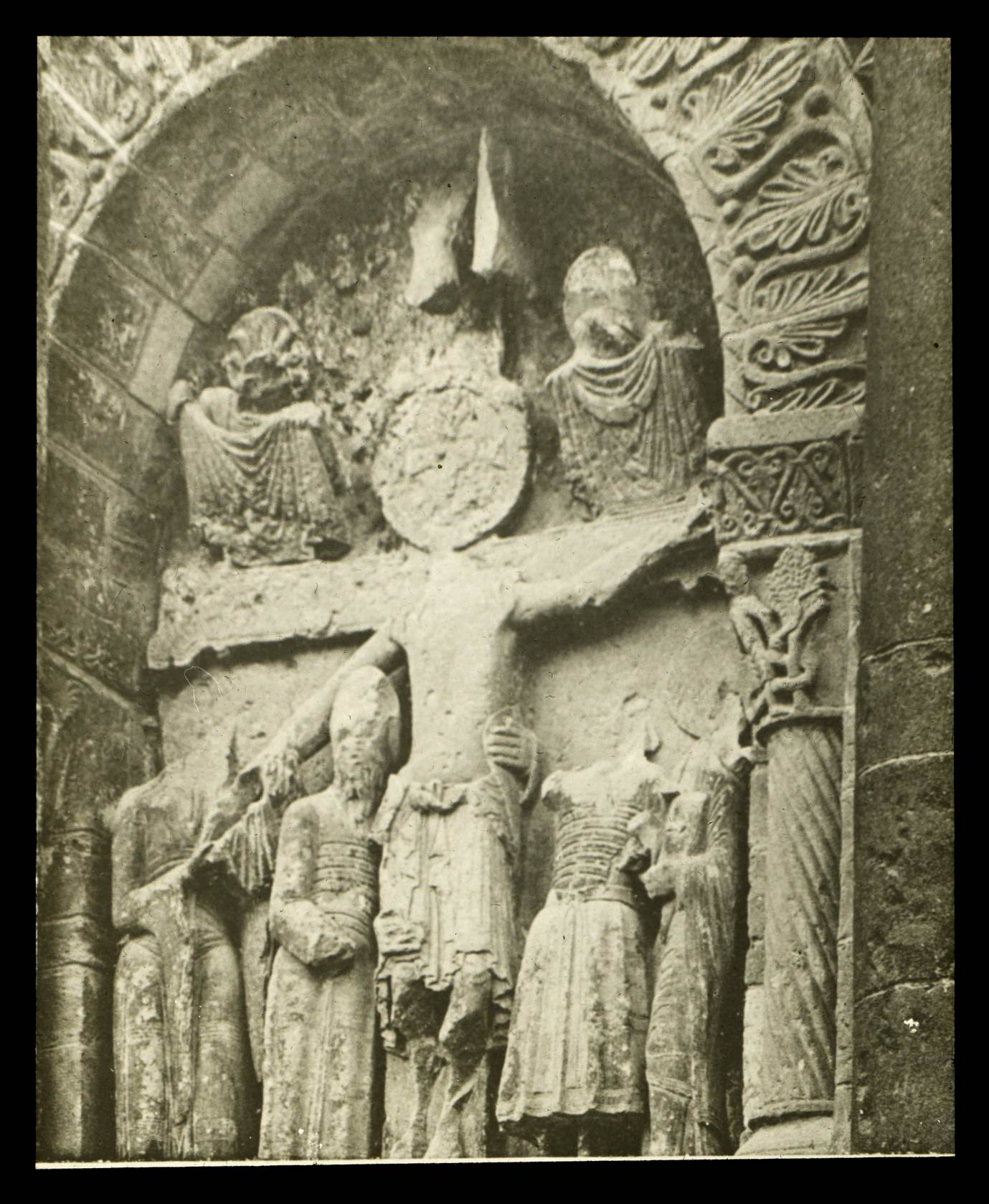
La Crucifixion d'Audebert sur la façade de l'église.

- L'église Saint-Hilaire[26] construite entre 1040 et 1080, incendiée et pillée entre 1225 et 1232, reconstruite vers 1300, mise à sac et incendiée (destruction des voûtes) en 1562 ou 1568. Elle reste aujourd'hui encore défigurée. La façade occidentale date du dernier quart du XIIe siècle. L'église Saint-Hilaire est classée en tant que monument historique à partir de 1862[27]. Sa façade est ornée d'une Crucifixion remarquable sculptée et signée par l'artiste Giraud Audebert de Saint-Jean-d'Angély[28].
- L'ancien prieuré de Foussais des XIe, XIIe et XIVe siècles[1] dans lequel a pris place l'hôtel de ville dès 1980. Ce prieuré, sous la dépendance de l'abbaye de Bourgueil pendant une longue période, est habité par les moines jusqu'à la Révolution[1]. L'ancien prieuré de Foussais est inscrit en tant que monument historique depuis le 24 septembre 1986[29].
- L'ancien prieuré de Payré, dont il subsiste le porche roman de la chapelle. Ce porche est sauvegardé au début du XIXe siècle en étant remonté dans le jardin de la Ventinière[1].
- La Maison François Laurens (riche tanneur de Foussais) datant du 3e quart du XVIe siècle[1]. Elle est inscrite en tant que monument historique depuis le 10 avril 1989[30].
- Les anciens fours à chaux de Payré du XIXe siècle. Ils sont inscrits en tant que monument historique depuis le 6 novembre 1980[31].
- La Bigotière, terre de François Viète.
- Le logis de la Touche du XVe siècle[1].
- Le logis de la Rialière des XVe siècle, XVIIe et XVIIIe siècles. Ce logis possède notamment deux portes à fronton datant du XVIIe siècle ainsi qu'un lavoir et une fontaine dans son jardin[1]. Le site était un fief vassal de la seigneurie de Vouvant[32].
- Le grand logis datant de 1604-1605 et situé rue Sainte-Catherine. Un porche possédant une porte pour piétons et une porte adaptée aux véhicules permet d'accéder à la cour intérieure[1].
- Le château de Sérigny édifié dès le XVIe siècle. Entouré sur deux côtés par des douves, ce château comporte deux tours à l'arrière donnant sur le jardin ainsi qu'une troisième tour datant du XIXe siècle à l'avant. Il possède également une fontaine du XVIe siècle à son entrée[1].
- La porte de l'ancienne auberge Sainte-Catherine située le long de la rue éponyme et datée des XVe et XVIe siècles[1].
- La rivière Vendée.
- La forêt de Mervent-Vouvant.

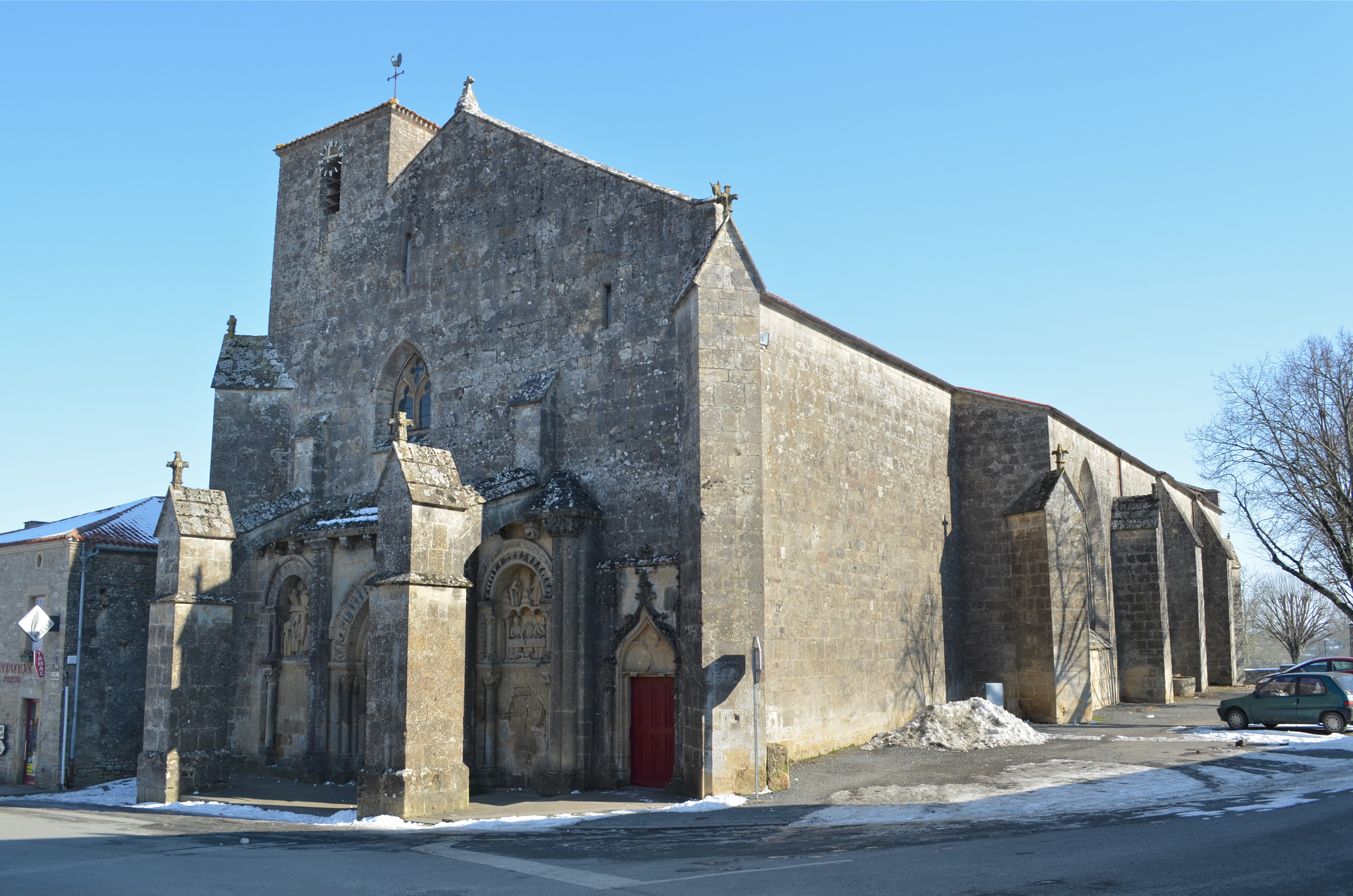
L'église Saint-Hilaire.
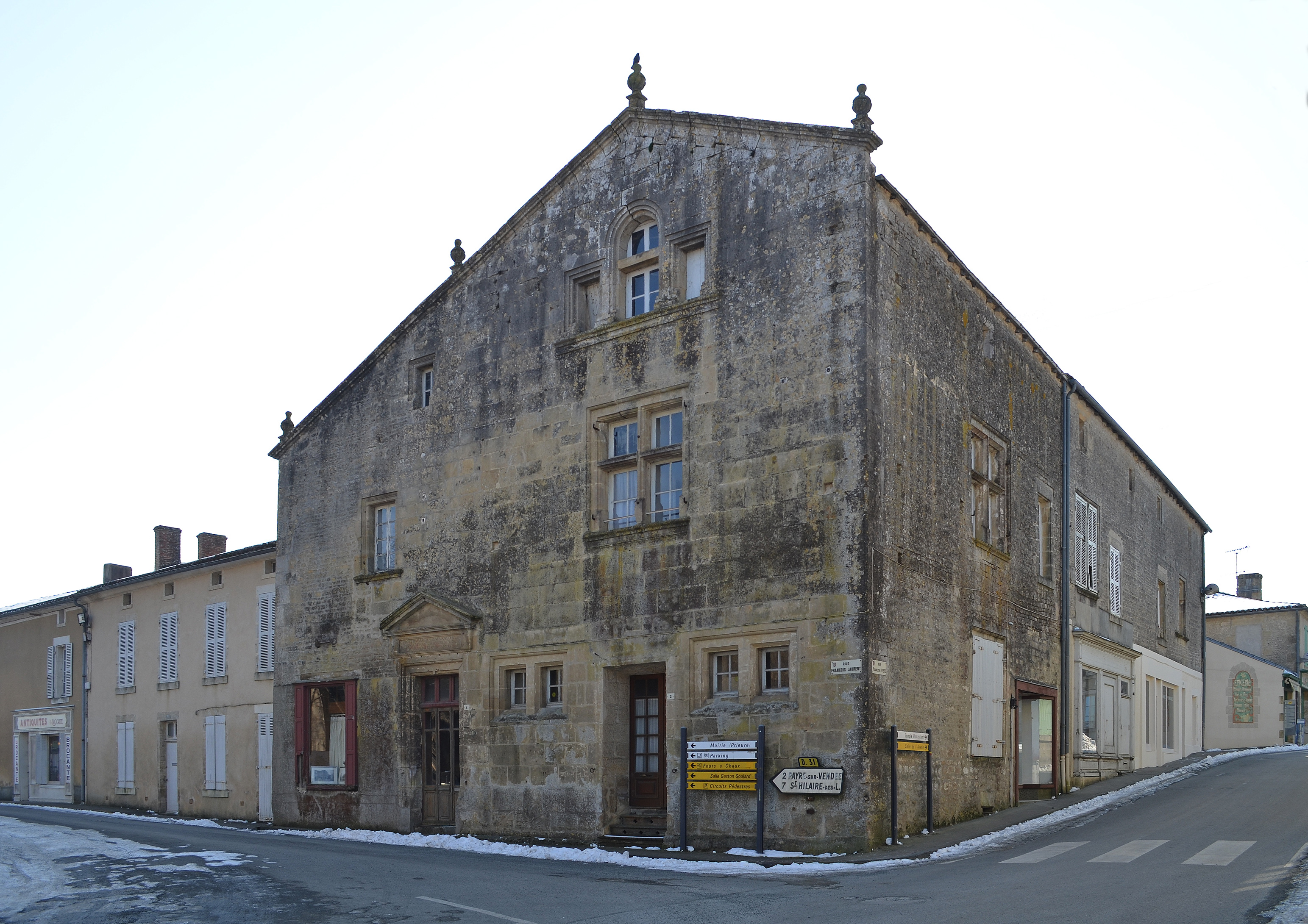
Maison de François Laurens.
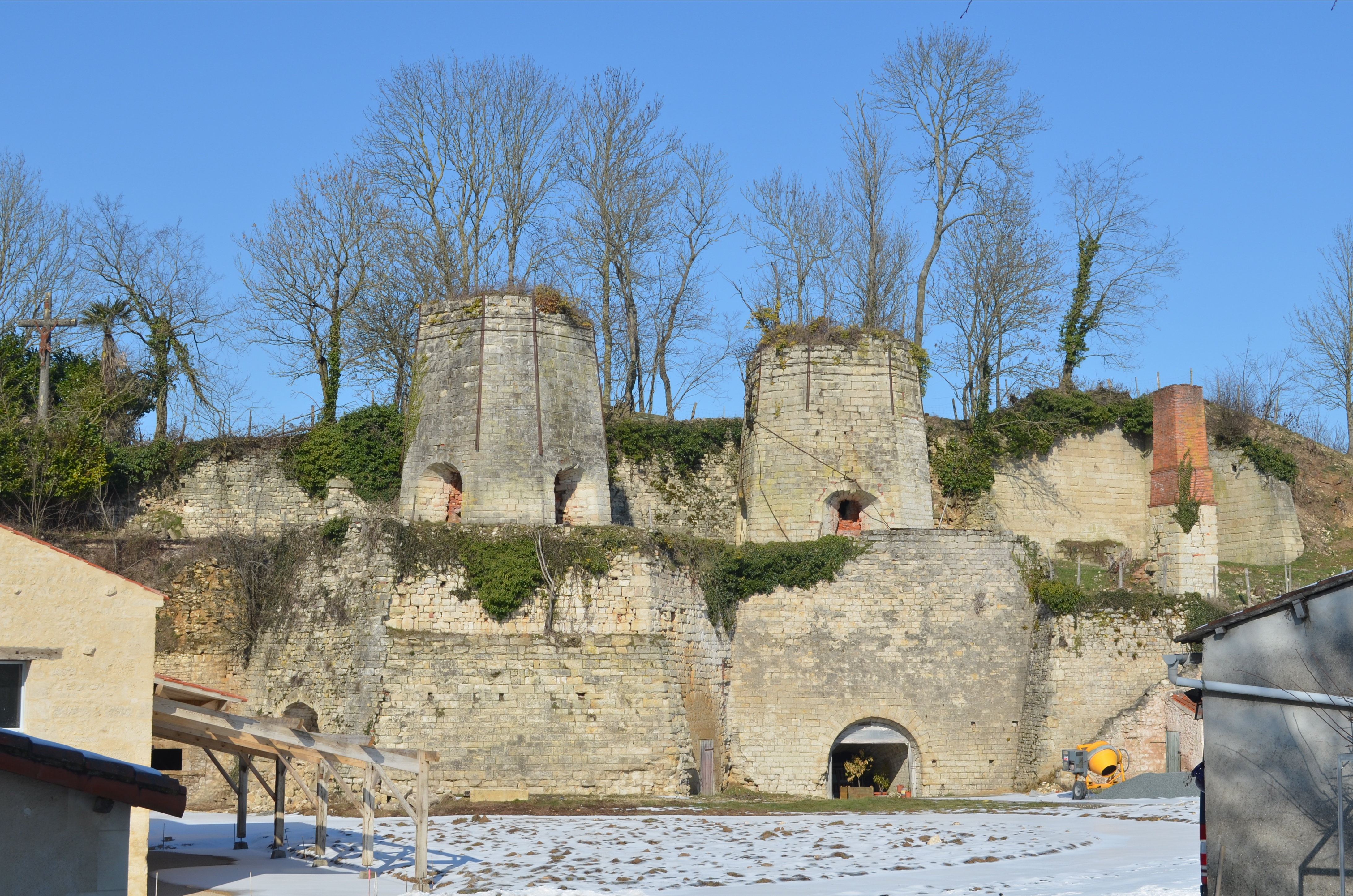
Fours à chaux de Payré.
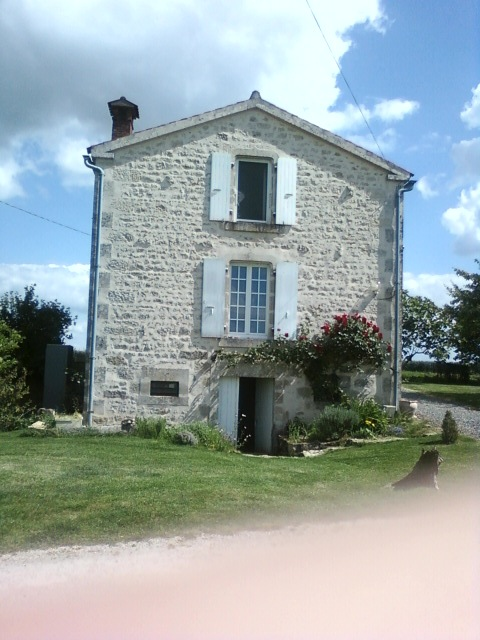
La Bigotière, maison de François Viète.

## Personnalités liées à la commune

Blason de François Viète (portail).

- Brunet : famille de commerçants en tissus arrivée à Foussais (la Rialière à Payré et au château de Sérigny) avant le XVIe siècle. Elle donnera naissance à la famille Brunet de Sairigné (Sérigny) dont le plus célèbre descendant est le héros de Bir Hakeim, Gabriel, lieutenant-colonel de légion étrangère, mort en Indochine en 1948, et dont la fille Guillemette, journaliste, a écrit l’épopée.
- De Fontaines : famille patricienne arrivée à Foussais (château de Sérigny) au milieu du XIXe siècle : Eugène (1825-1886) fut député de la Vendée de 1871 à 1876. Son fils Raymond (1859-1949) a été député de 1902 à 1910 et de 1914 à 1923, sénateur de la Vendée de 1923 à 1944.
- François Viète, mathématicien fondateur de l'algèbre nouvelle (1540-1603).
- Paul de Vendée, seigneur de Vendée  et du Bois-Chapeleau (situés respectivement à Payré et à la Chapelle-Thireuil), auteur d'un intéressant journal : Journal d'un capitaine huguenot. Décédé au Siège de La Rochelle (1627-1628).
- Pierre Encrevé, linguiste, historien d'art, auteur d'une thèse d'enquête à Foussais.
- Philippe Barbié de Préaudeau (1921-2008), ancien directeur du haras national de la Roche sur Yon, contrôleur général des haras nationaux, auteur de nombreux ouvrages sur les chevaux (Le Cheval arabe, Éditions du Jaguar 1987, Les Chevaux du Royaume, Éditions Daniel Briand 1990, Les Chevaux d’Europe, Éditions du Perron 1991, Les Haras de Bretagne (Lamballe et Hennebont), Éditions Ouest-France 1994).